# Cabo Engaño (Filipinas)
Cabo Engaño é um cabo existente na ponta do extremo nordeste da ilha de Luzón, nas Filipinas.
Referência histórica, este acidentes geográfico dá nome à Batalha do Cabo Engaño, uma das maiores batalhas navais da Guerra do Pacífico durante a Segunda Guerra Mundial, por ocasião da invasão aliada das Filipinas em outubro de 1944, ocorrida em mar aberto a cerca de 320 km de distância a leste deste cabo.